# 丹尼爾·保定
丹尼爾·保定（Daniel Jesse Boateng），生於1992年9月2日，是英格蘭職業男子足球運動員，生於英國倫敦，場上司職中後衛曾於阿仙奴、史雲頓、牛津聯和喜伯年效力，現效力波斯尼亞奧林匹克塞拉耶佛。

## 球會生涯

### 阿仙奴
丹尼爾·保定在2009年7月20日，首次為阿仙奴在友誼賽披甲，對陣林肯聯，比數是3:2。他在2010年7月簽訂了職業合同.他在聯賽杯對陣查爾頓取得了他在一線隊的首次亮相。
丹尼爾·保定一直是阿仙奴預備隊隊長。在2013-14賽季結束後，由於合同期滿變為自由身。

### 租借時期
在2012年1月21日，丹尼爾·保定租借加盟史雲頓，直到2011-12英格蘭足球乙級聯賽賽季結束。
2012年2月21日、丹尼爾·保定首次為史雲頓上陣2:1赫里福特聯，經過2場出場的鍛練回到阿仙奴。
2012年8月28日丹尼爾·保定短暫6個月租借加盟了牛津聯，首2場比賽呆在板凳上，首次出場在2012年9月15日對伯頓大敗4-0，由於缺乏一線隊的機會，牛津聯經過2場比賽後，丹尼爾·保定被提前租借完結回到阿森納。
2014年1月31日丹尼爾·保定租借加盟蘇格蘭足球超級聯賽喜伯年。他的首次亮相在2014年2月15日2-1戰勝羅斯郡87分鐘替補上陣。丹尼爾·保定表示身體質素難以適應蘇格蘭足球超級聯賽，2013-14賽季為球隊出場4次，並在賽季結束喜伯年奪得蘇格蘭足球超級聯賽冠軍後離開回到阿仙奴。

### 奧林匹克塞拉耶佛
2015年1月正式轉會至奧林匹克塞拉耶佛 。

## 榮譽
阿仙奴

足總青年聯賽：2009-10（冠軍）

## 外部連結
- 足球数据库：丹尼爾·保定的球员统计数据
- In depth interview September 2009
- daniel-boateng Daniel Boateng（页面存档备份，存于） at Arsenal.com